# 持田三郎
持田 三郎（もちだ さぶろう、1923年4月17日 - ）は、日本の経営者。プロ野球チーム・日本ハムファイターズ（現・北海道日本ハムファイターズ）の球団社長などを務めた。

## 経歴・人物
東京都渋谷区出身。1944年に陸軍士官学校を卒業。1962年に日本ハムに入社し、1972年9月に取締役を経て、1986年6月から1990年6月までに常務を務めた。
1987年2月から1997年2月までに日本ハムファイターズ球団社長を務めた。